# Tricks of the Light
„Tricks of the Light“ je píseň britského multiinstrumentalisty Mika Oldfielda. Vydána byla jako jeho osmnáctý singl v září 1984 a v britské hudební hitparádě se umístila na 91. příčce.
Píseň „Tricks of the Light“ pochází z Oldfieldova alba Discovery a společně ji nazpívali Barry Palmer a Maggie Reillyová. Na B straně singlu se nachází instrumentálka „Afghan“.
Tento singl byl rovněž vydán na dvanáctipalcové desce. Jedinou odlišností je přidání instrumentální verze písničky „Tricks of the Light“.

## Seznam skladeb
7" verze
1. „Tricks of the Light“ (Oldfield) – 3:53
2. „Afghan“ (Oldfield) – 2:37

12" verze
1. „Tricks of the Light“ (Oldfield) – 3:53
2. „Tricks of the Light (Instrumental Version)“ (Oldfield) – 3:54
3. „Afghan“ (Oldfield) – 2:37